# Тростенские
Тростенские — угасший русский княжеский род, отрасль князей Оболенских, Рюриковичи.
Род внесён в Бархатную книгу.
Ближайшими сородичами являются князья Долгоруковы и Щербатовы.

## Происхождение и история рода
Небольшой, ничем себя не проявивший и рано угасший род. Родоначальник — князь Александр Андреевич Тростенский (XVII от Рюрика) († 1445, в битве с ордынцами под Суздалем), владевший селом Тростье (современная Калужская область).
От его сыновей Тимофея, Андрея Голодного и Ивана Колышевского пошли три ветви рода князей Тростенских:
1. От Тимофея пошли собственно князья Тростенские, пресекшиеся на его внуках.
2. От Андрея Голодного пошли князья Голодные - Тростенские, известные до второй четверти  XVII века.
3. От Ивана Колышевского пошли князья Колышевские, пресекшиеся на его сыне Иване Бородатом.

Род князей Тростенских пресекся во второй четверти XVII века, со смертью Афанасия и Григория Васильевичей Голодных Тростенских (ХХII от Рюрика).

## Известные представители
| №            | Ф,И,О                          | № отца | Примечания |
| ------------ | ------------------------------ | ------ | --- |
| 1            | Александр Андреевич            |        | Родоначальник князей Тростенских |
| 2            | Тимофей Александрович          | 1      | Воевода. |
| 3            | Андрей Александрович Голодный  | 1      | Воевода на Кашире (1520), на Угре (1521). |
| 4            | Иван Александрович Колышевский | 1      | 2-й воевода в Дорогобуже, потом в походе из Белой к Витебску воеводой правой руки (1519), вместе с братом Андреем один из воевод на Кашире (1520), тоже на Угре (1521). |
| 5            | Пётр Тимофеевич                | 2      | Упомянут в духовной грамоте (1535). |
| 6            | Фёдор Тимофеевич               | 2      | Воевода в Дорогобуже (1528), один из воевод на Сенкином броду и воевода Сторожевого полка в Туле (1531).                                                                |
| 7            | Осип Тимофеевич                | 2      | Воевода |
| 8            | Василий Тимофеевич             | 2      | В Бархатной книге и у А.Б. Лобанова-Ростовского пропущен. |
| 9            | Иван Тимофеевич Глухой         | 2      | Воевода и наместник. |
| 10           | Фёдор Андреевич                | 3      | Бездетный |
| 11           | Иван Андреевич                 | 3      | У А.Б. Лобанова-Ростовского ошибочно назван Андреем. |
| 12           | Тимофей Андреевич Немой        | 3      | |
| 13           | Иван Андреевич Бородатый       | 4      | |
| 14           | Дмитрий Петрович Губастый      | 5      | Упоминается в духовной грамоте (1535). |
| 15           | Никита Петрович                | 5      | Бездетный |
| 16           | Фёдор Петрович Лобан           | 5      | Убит при взятии Казани (1552). |
| 17           | Фёдор Фёдорович Студицкий      | 6      | Бездетен |
| 18           | Пётр Фёдорович                 | 6      | Голова в Большом полку в походе на Ливонию (1557), воевода в Мценске (1558), голова Сторожевого полка (1560).                                                           |
| 19           | Иван Фёдорович Тетеревок       | 6      | Сын боярский, пожалован в московское дворянство (1550). |
| 20           | Иван Иванович Козлина          | 9      | Воевода в Полоцке (1565), воевода Сторожевого полка в Данкове (1570-1571).                                                                                              |
| 21           | Фёдор Иванович                 | 11     | У А.Б. Лобанова-Ростовского неправильно названы с братом — Андреевичами.                                                                                                |
| 22           | Андрей Иванович                | 11     | Воевода в Чернигове (1545). |
| 23           | Пётр Тимофеевич                | 12     | |
| 24           | Василий Петрович               | 23     | Стольник, подписался на грамоте по избранию в цари Бориса Годунова (1698), рында (1599), убит мятежниками († 1606).                                                     |
| 25           | Григорий Васильевич            | 24     | В Боярском списке записан дворянином (1616). |
| 26           | Афанасий Васильевич            | 24     | Стольник (1616), помещик Московского уезда. |
|              | Дарья Афанасьевна              | 26     | Помещица Московского уезда (1651). |
| Род пресёкся |                                |        | |